# Очаков
Очаков (укр. Очаків,рус. Очаков) мањи је град у миколајевски области, Украјина. Административни је центар очаковскога рејона. Налази се поред Црног мора, недалеко од ушћа реке Дњепар. Град има и своју луку.
Кроз историју град је имао већи значај, за време Османског царства био је центар ејалета.

## Етимологија
Назив је добио по турском именовању Ачи-Кале (тврђава тур. Özi), што значи тврђава поред мора. У руско-украјинским хроникама град се именовао Ачаков, одакле је добио савремени назив Очаков.

## Историја
Локација Очакова је била а антици насељена Трачким и Скифским народима. Место је било познато за време велике Скитије која је заузимала делове данашње Украјине. У 6. и 7. веку место населе грчка колонија, који ту установе трговачки град Алектор, поред трачке обале уз Црно море. Археолошка ископавања показала су да је поред била и античко-грчка, милетачка колонија, Олбиа.
У 1. веку наше ере, Алектор постане део Рисмког царства. Место је у историји пролазило и спајало много народа. Због последица миграција (ратови) прво место је нестало, а народ се населио на мања места уз реку Буг и Дњепар.

#### Средњи век
У средњем веку Дачани (Румуни) су место звали Бозија, које вероватно излази из речи биљке бозија (рум. boz), која се тамо често налази. Територија је била део (молдавског) племена Бродники, док није постао део Монгола за време монголске инвазије на Европу.
Молдавски војвода Александар Добри (рум. Alexandru cel Bun) и литвански владар Витолд (Вјатус) (владар Велике кнежевине Литваније) ослободе Бозију и обнове срушену тврђаву поред руина грчког Алектора. Касније се у руским хроникама то место зове Дашев.
У 14. веку ђеновска браћа Сенарга колонизују место поред Бизије, место је имало добру локацију због присуства Дачана (Румуна) и Татара. Молдавцима се њихово мешање није свидело и 1455. заузимају ђеновску тврђаву.

#### Нови век
Почетком новог века, 1492, град заузимају Кримски Татари, под командом кана Менгли Гираја и називају га (кримскотатарски Özü-Cale; река Дњепар је по кримскотатарски Özü а Cale је тврђава. Место су звали и Кара-Керман (Црни град), који је био контрастан назив за оближњу тврђаву, (рум. Cetatea Albă), Билгород-Дњистровски, такође је био заузет у турско-татарским походима на Кнежевину Молдавију, тада назван турски Ак-керман (Бели град).
Молдавски козак Богдан Глински заузима тврђаву 1493. Због своје стратешке локације, град је био освајан од Молдавије, Државе Пољака и Литваније, Запорошких Козака и Османског царства. За време турске окупације био је центар санџака, у којем су се налазили градови Хаџибеј (тур. Hacıbey, данас Одеса), Хаџидереш (тур. Hacıdere, Овидиопољ) и Дубошари. У санџаку се налазило око 150 села.
Године 1600. кнез Влашке Михај Храбри ослободи тврђаву за кратко време.
Итаљански писац и политик Ђовани Батиска Малби је записао да је Бозија (1620-их), иоако вођена Татарима, говорила румунски, који су били православне вере, и причали чудним (поквареним) латинско-италијанским језиком, са примесима Словенских обичаја Сличан запис је навео и италијански путописац Никола Барси, 1633. године. Монах из Полтаве записао је да је пућанство Бозије било молдавско-румунско са грчким трговцима, а владали су Турци и Татари.

Секретар пољског краља Сигисмунда III Васе, Лаврин Пјачецински, који је путовао на дипломатску мисију кримском кану Хаџи Гирају, обишао је градове Ак-керман (рум. Cetatea Albă) и Бозију, за које је записао: "Молдавска села су део територије татарскох кана, којима влада Назил-ага: 
sate moldoveneşti pe care le ţine hanul tătărăsc şi pe care le guvernează în numele lui sluga lui Nazyl aga
Сличан запис навео је Ђовани Ботеро (1540—1617) у књизи "Relazioni universali”, географ и теолог Ђијани Лорензо из Ананије и картограф, падованац Ђовани Антонијо Маџини (1555—1617)
Руско царство
Да би се домогли црноморског приморја Руси опседају Очаков 1737. године, под командом фелдмаршала Бурхартом Минихом, али град напусте следеће године. 1739. град је под Турском. За време Руско-турског рата (1787—1792) дошло је до друге руске опсаде Очакова, која је 1788. године трајала шест месеци, тврђава је пала у месецу децембру. Због великог хлада (−23 °C ) дошло је до великих губитака живота са обе стране. За време тога рата десила и поморска битка код Очакова (14. јул 1788). Према мировном договору из Јашија (1792) град је припао Руском царству, тада се и преимоновао из турског имена у словански Очаков.
Жеља Руса је била да тада саграде нову Молдавију и привуће што више Румуна и Молдавца у борби против Османског царства. Упрскос томе, Руси су земљу асимилирали словенском популацијом, на штету Румуна и Молдаваца.
По имену града, лева обала Дњестара почела се звати Очаковском земљом.
Енглеско-француска окупација
За време кримског рата (1853—1856), тврђава Кинбирн, која је била поред Очакова, бомбардована је од Енглеско-француске морнарице и заузета 17. октобра 1855. године. Након неколико месеца после пада Кинбурна Руси напуштају Очаков. Након рата Руси обнове и учврсте град.

#### Први, Други светски рат и самостална Украјина
Са проглашењем Украјинске Народне Републике након Првог светског рата место је преузело украјинско име (Очаків). Касније град је био део Украјинске Совјетске Социјалистичке Републике.
За време Другог светског рата, 21. августа 1941. град окупирају Немци и Румуни. Град је припао румунској територији, све до 30. марта 1944. године када у град уђе 3. украјински фронт (Совјетска Операција Одеса).
Касније Очаков постане део Совјетског Савеза, до распада 1991. године, када Очаков постане део самосталне Украјине.

## Култура
- Војно-историјски музеј Александра Суворова
- музеј Петра Шмита
- уметнички музеј поморских пејзажа Руфина Судковског

## Познати грађани
- Руфин Судковски (1850—1885), руски сликар морских пејзажа, академик Императорске академије Уметности
- Наум Осипович (1870—1937), револуционар, писац
- Наталија Јаворенко (1919—2000), руски педагог, почасни учитељ Руске федерације
- Макар Чижиков (1891—1919), револуционар, учесник борбе за совјетску Украјину